# Филюшкина, Виктория Викторовна
Виктория Викторовна Филюшкина ( в девичестве Русалёва; род. 2 июня 1985 года; Омск) — российская конькобежка, 7-кратная чемпионка России и 9-кратная призёр чемпионата России, обладатель Кубка России на 3000 метров. Мастер спорта России (2002). Мастер спорта России международного класса (2011). Выступала за ЦОВС (Коломна).

## Биография
Виктория родилась в Омске, где и начала кататься на коньках. С раннего детства она мечтала заниматься фигурным катанием, но когда услышала про конькобежный спорт в возрасте 10 лет, решила заняться им. Поначалу каталась на роликах, велосипедах, ходила в бассейн. А потом стала выигрывать в своих первых детских соревнованиях. Её мама Елена Русалёва была против дочкиных тренировок, но Вика упрямо продолжала ходить на занятия в СДЮСШОР № 23. Когда родители юной спортсменки впервые пришли на соревнования на каток "Красная звезда" и увидели дочь на коньках, то сдались.
Через два года Вику передали заслуженному тренеру Валентине Ефимовне Фортуняк, которая вела её и Ольгу Граф около 10 лет. В 2003 году Виктория участвовала впервые на юниорском чемпионате страны, а уже через год стала бронзовым призёром в командной гонке. С 2004 года участвовала на взрослых чемпионатах России. В марте 2006 года в финале Кубка России она выиграла "золото" в командной гонке. В сезоне 2006/2007 из-за проблем с финансированием в Омске ей пришлось переехать в Коломну, где стала тренироваться у заслуженного тренера РСФСР Владимира Васильевича Рубина в СШОР "Комета".
Она перевелась из СибГУФКа в коломенский ГСГУ. Первый крупный успех пришёл в марте 2007 года, когда Вика стала серебряным призёром в забеге на 5000 метров на чемпионате России. В 2008 году результаты шли в гору и на зимней Всероссийской Универсиаде она завоевала золотую медаль в командной гонке, а следом на чемпионате России вновь выиграла "серебро" в забеге на 5000 метров.. В феврале 2009 года на зимней Универсиаде в Харбине 23-летняя студентка заняла 4-е место в командной гонке. Также стала бронзовым призёром на чемпионате страны в забеге на 5000 метров и в командной гонке.
В 2010 и 2011 годах Русалёва одерживала победы на чемпионатах России на отдельных дистанциях в командной гонке, а в 2012 году стала обладателем Кубка России на дистанции 3000 метров и двукратным серебряным призёром на зимней Всероссийской Универсиаде в забегах на 1500 и 3000 метров. Следующие два года Виктория вновь выигрывала чемпионат России в командной гонке. В 2014 году стала 4-й в забеге на 5000 метров на чемпионате страны и смогла отобраться на зимние Олимпийские игры в Сочи в качестве запасной. В апреле она выиграла бронзовую медаль на чемпионате России в классическом многоборье.
Сезон 2014/2015 года она пропустила, и только в 2016 году заняла 2-е место на чемпионате страны. В 2017 году выиграла "золото" в масс-старте и "бронзу" на дистанции 5000 метров на чемпионате России на отдельных дистанциях. В декабре 2017 года на чемпионате России в Коломне Филюшкина выиграла с партнёршами командную гонку и масс-старт, стала второй в забеге на 5000 метров, а в январе 2018 года дебютировала на чемпионате Европы в Коломне и заняла 7-е место в масс-старте. В апреле финишировала с бронзовой медалью на чемпионате России в классическом многоборье. В том же году завершила карьеру спортсменки.

## Личная жизнь и трудовая деятельность
Виктория окончила в 2005 году колледж "Омское государственное училище олимпийского резерва" (ГУОР). В декабре 2012 года вышла замуж за бывшего конькобежца Андрея Филюшкина. Выпускница коломенского Государственного социально-гуманитарного университета на факультете физической культуры. У Виктории и Андрея родился сын Елисей.